# Plouvien
Plouvien è un comune francese di 3 726 abitanti situato nel dipartimento del Finistère nella regione della Bretagna.

## Società

### Evoluzione demografica
Abitanti censiti